# Grão de cevada (unidade)

Um gráfico de unidades imperiais e consuetudinárias dos Estados Unidos.

O grão de cevada é uma unidade inglesa de comprimento igual a 1⁄3 de polegada (aproximadamente 8,47mm). Ainda é usado como base para tamanhos de calçados em países de língua inglesa.

## História
De acordo com a Composição de Jardas e Poleiros de 1300, um dos estatutos de data incerta que esteve teoricamente em vigor até o Ato de Pesos e Medidas de 1824, "3 grãos de cevadas secos e redondos" serviriam de base para a polegada e, portanto, para as unidades maiores como pés, jardas, rods e, portanto, do acre, uma importante unidade de área. Porém, a ideia de três grãos de cevada compondo uma polegada é anterior a esse estatuto, aparecendo nas Leis Galesas de Hywel Dda do século X.
Na prática, vários atos de pesos e medidas dos reis ingleses foram padronizados com referência a alguma barra específica, de uma jarda de comprimento, de ferro, latão ou bronze mantida pelo rei ou pelo Exchequer. O grão de cevada era dado como 1⁄108 do seu comprimento.
Como mostram estudos modernos, o verdadeiro comprimento de um grão de cevada varia de 4–7 mm (0.16–0.28 in) a 12–15 mm (0.47–0.59 in) dependendo do cultivar.
1. ↑  «Barley corn», Britannica, Edinburgh, 1769
2. ↑  Ruffhead, Owen (1765). Statutes at Large |From the second year of the reign of King George the Third | And an Appendix consisting of O[illegible]s and Curious Acts, some of which were never [b]efore printed. 9. [S.l.]: Printed by M. Baskett. OCLC 22642053. Consultado em 11 de junho de 2025
3. ↑  Fowler, W. (1884). «On the ancient terms applicable to the measurement of land». Transactions. XVI. [S.l.]: Royal Institution of Chartered Surveyors. Consultado em 11 de junho de 2025
4. ↑  Zupko, Ronald Edward (1977). British Weights and Measures: A History from Antiquity to the Seventeenth Century. Madison, Wisconsin: University of Wisconsin Press. ISBN 978-0-299-07340-4
5. ↑  Ullrich, Steven E. (2011). Barley: Production, Improvement, and Uses. [S.l.: s.n.]
6. ↑  Sýrkorová, Alena;  et al. (2009). «Size Distribution of Barley Kernels» (PDF). Czech Journal of Food Sciences. 27 (4): 249–58. doi:10.17221/26/2009-CJFS